# الأكاديمية الإيرانية للعلوم الطبية
الأكاديمية العلوم الطبية الإيرانية ( بالفارسية: فرهنگستان علوم پزشکی جمهوری اسلامی ایران) تم افتتاحاه رسميًا في عام 1990. حصلت على تفويض من المجلس الأعلى للثورة الثقافية والهيئة التشريعية للجمهورية الإسلامية الإيرانية، وكان وجودها متوقعاً في ميثاق وزارة الصحة والتعليم الطبي لعام 1986. وهي إحدى الأكاديميات الأربع للجمهورية الإسلامية الإيرانية .

## منظمة
تتكون الأكاديمية من الكادر الاساسي، رئيس الجمهورية بصفته مديرًا للأكاديمية، والجمعية العامة، ورئيس الأكاديمية، ونائب الرئيس للبحث، والمجلس العلمي، والأمين. تنشر الأكاديمية مجلة أرشيف الطب الإيراني، وهي مجلة طبية محكمة.

## أهداف
الأهداف الرئيسية للأكاديمية تطوير العلوم والتقنيات الطبية وتعزيز روح البحث، وتحقيق الاستقلال العلمي والثقافي، وتعزيز مستوى العلوم الطبية الوطنية، والوصول إلى أحدث النتائج والابتكار في مجال العلوم الطبية من خلال الجهود الجماعية وتشجيع العلماء والباحثين.

## أعضاء
تتكون من ثلاثة أنواع من الأعضاء: الدائمين، والمنتسبين، والفخريين.

## روابط خارجية
- الموقع الرسمي